# Casa consistorial de La Fresneda
El edificio del ayuntamiento de La Fresneda (Teruel) España. Es un magnífico ejemplo de casa consistorial del Bajo Aragón construido a finales del siglo XVI (1576) conjuga elementos góticos y renacentistas. 
Fue declarada Bien de Interés Cultural por el Decreto 42/2002 de 5 de febrero del Gobierno de Aragón y está representada en el Pueblo Español de Barcelona.

## Descripción
Tiene tres plantas y tres de sus cuatro fachadas están exentas, ya que, la posterior está adosada a una manzana de casas que separan dos calles que dan a la plaza Mayor.
Las tres fachadas de piedra de sillería, son diferentes entre sí. La fachada principal es renacentista y tiene, en la planta baja, un arco rebajado de acceso a la lonja. En la planta noble se encuentra un balcón corrido (descentrado) en el que se abren dos puertas con decoración manierista y sobre ellas dos frontones curvilíneos partidos con pináculo, entre dichas puertas se sitúa el escudo de la Villa con el fresno. La tercera planta tiene una galería de arquillos de medio punto (típica en los edificios renacentistas aragoneses) que, en lugar de estar rematada con el típico alero, tiene una serie de torrecillas que simbolizan las almenas de una fortificación militar, un reloj de 1923 y un torreón cilíndrico en cada esquina.

La fachada lateral de estilo gótico-tardío tiene tres arcos de medio punto que dan paso a la lonja donde se celebraba el mercado y aún se celebra los miércoles por la mañana. En la parte superior tiene tres gárgolas zoomorfas, siendo representados en ellas un dos perros y un león.

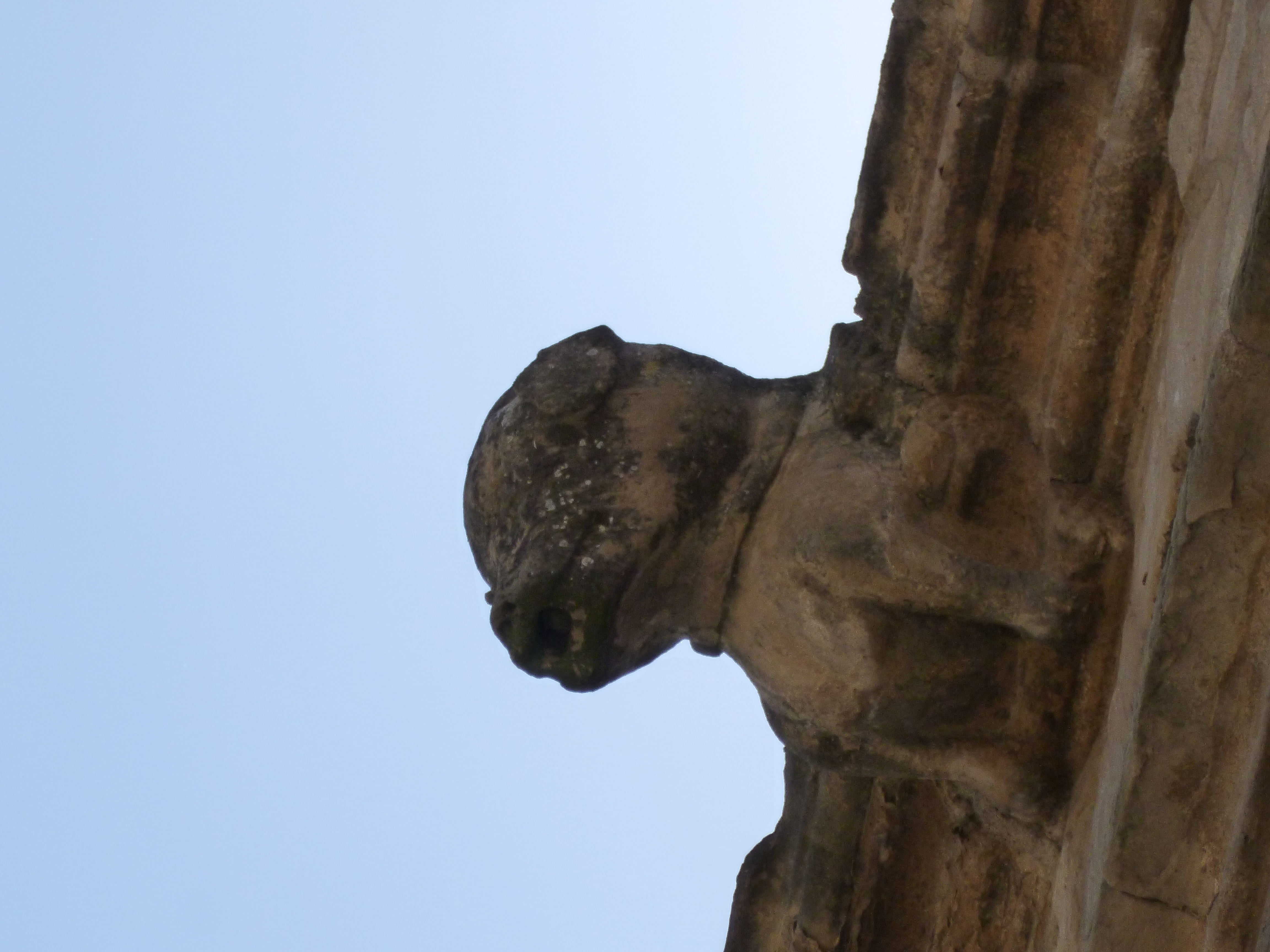
Gárgola que representa a un perro de orejas planas que simboliza la fidelidad y la protección del rebaño
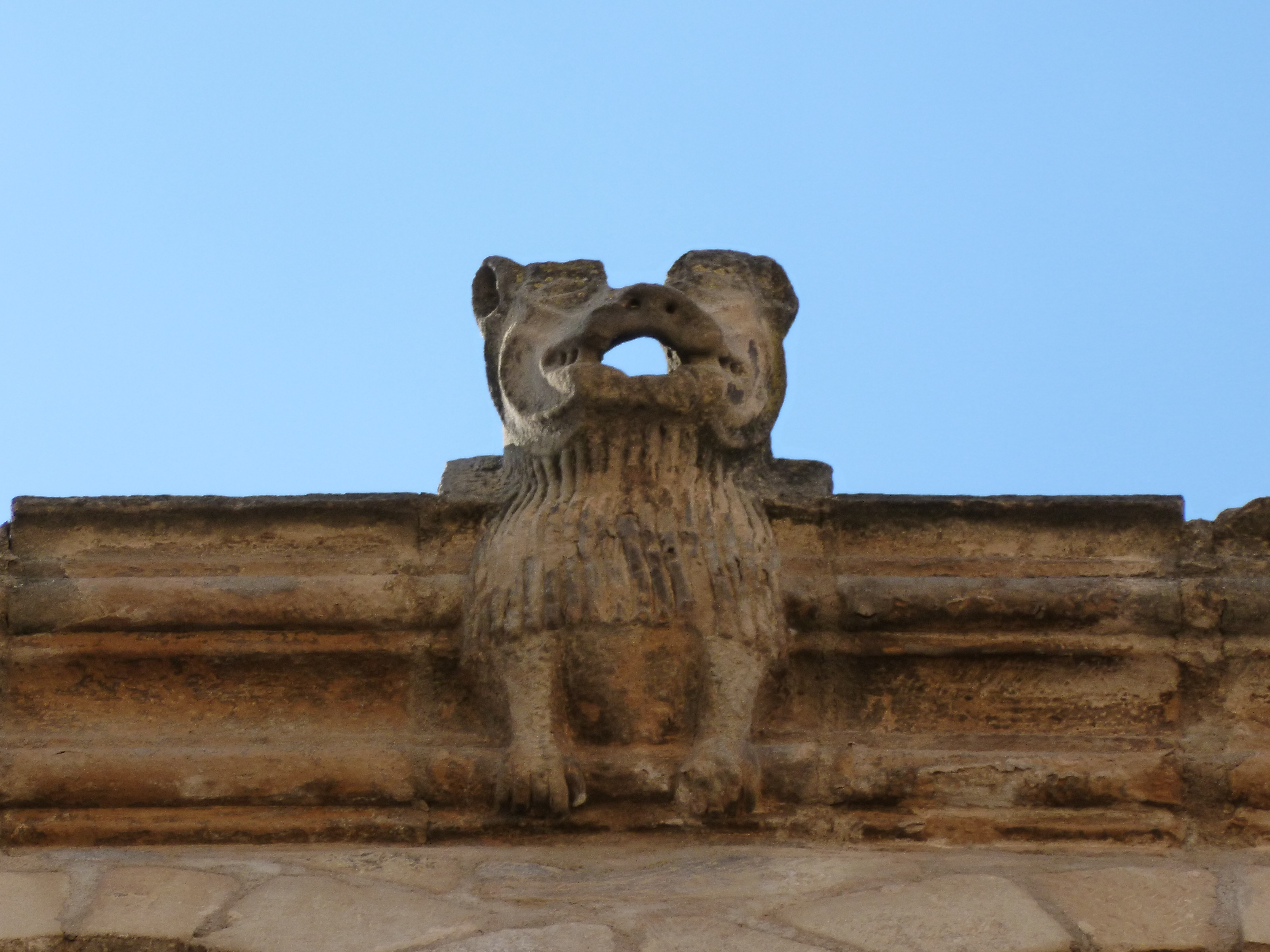
Gárgola que representa a un león, simbolizando el León de la Tribu de Judá
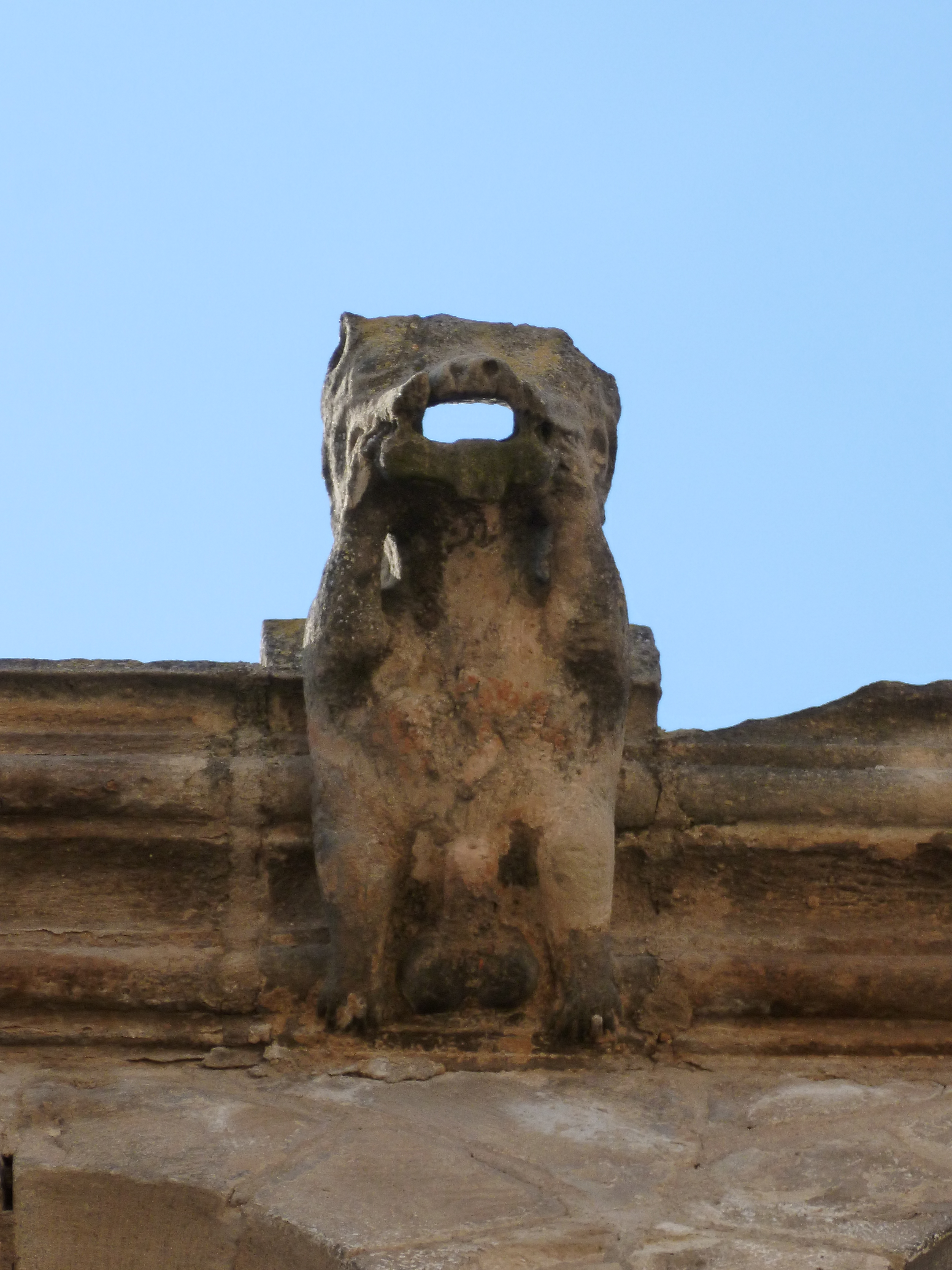
Otra representación de un perro con las manos en la boca y con atributos masculinos marcados.

## Biografía
- Este texto toma como referencia la declaración de Bien de Interés Cultural publicada en el Boletín Oficial de Aragón (BOA) n.º 22 de fecha 20 de febrero de 2002  y se ajusta al artículo 13 LPI.